# 조현근
조현근(趙賢根, 1985년 11월 21일 ~ )은 전 KBO 리그 삼성 라이온즈의 투수이다.

## 두산 베어스시절
중간계투로 주로 등판하며, 2005년에 두산 베어스에 입단하여 프로 생활을 시작했고 2홀드를 기록했다. 2006년 7월 12일 두산 베어스에서 김덕윤을 상대로 1:1로 고향 팀 삼성 라이온즈에 트레이드되었고 2007년에 첫 승을 기록했다.

## 경찰 야구단시절
2009년 12월 17일 경찰 야구단에 입대 하여 2011년에 제대했다.

## 삼성 라이온즈복귀
별 다른 활약상을 보여주지 못하고 2016 시즌 후 방출되었다.

## 출신 학교
- 대구본리초등학교
- 경복중학교
- 대구상원고등학교

## 참조
1. ↑  한국야구위원회, 2012 가이드북
2. ↑  2008년 시즌 후 방출되었다.
3. ↑  우규민-연경흠-우동균 등 24명 경찰청 입대 - 스포츠조선
4. ↑  삼성, 조현근 등 보류선수 명단 제외 - OSEN